# Naszály (település)
Naszály község Komárom-Esztergom vármegyében, a Tatai járásban.

## Fekvése
Tata északnyugati szomszédságában fekszik, a várost Almásfüzitővel összekötő 8138-as út mentén, utóbbi településhez valamivel közelebb. Területén áthalad (és érinti Grébicspuszta településrészét) a 8139-es út is; ez utóbbi útvonal és a településközpont között a kevesebb mint 3 kilométer hosszú, ennek ellenére négy számjegyű közútnak minősülő 8134-es út biztosít összeköttetést. Nyugati szomszédjával, Mocsával a 8141-es út kapcsolja össze; határszélét keleten érinti még az 1-es főút is.

## Története
Naszály község Tata és Komárom között található. A 2300 lakosú kicsiny falunak történelme igen viharos.
A vaskori hallstatti kultúra embere telepedett meg először a község területén, halomsíros temetkezéseik őrzik emléküket. Oklevelekben csak az Árpád-kor vége felé tűnik fel a település. 1269-ben Keurus, 1284-ben Nostan alakban. Naszály község nevének első említésével viszonylag későn, 1628-ban találkozunk, Naszal néven. Régen a tatai várbirtok pereme volt. 1234-ből és az 1270-ből származó dokumentumok Ladomér néven említették a települést. A falu fejlődése egészen az 1500-as évekig töretlen volt, amit egyrészt fekvésének köszönhetett, hiszen közel volt már az akkor is komoly jelentőséggel bíró Dunához. A török dúlás alatt Naszály és a napjainkban hozzá tartozó puszták – Billeg, Grébics és Almáspuszta – elpusztultak.
Az 1600-as évek tájékán a Csákyak birtokába került. Ebben az időben számos zsidó vallású polgár telepedett le itt. Csupán az 1600-as évek közepén indult meg a falu lakóinak vallási rétegződése, a reformátusok mellett megjelentek a római katolikusok és az evangélisták. A Csákyak után 1700-ban a buzgó református Péchy Menyhérté lett a falu. Ekkor református községgé alakult át a település.
A következő tulajdonos Krapff Ferenc, 1727-ben gróf Esterházy Józsefnek adta el Naszályt, ami egyben a tatai uradalomhoz való visszakerülést is jelentette.
A település igazán Esterházy Miklós idejében élte virágkorát.

## Közélete

### Polgármesterei
| Név                 | Párt      | Terminus    | Megjegyzés / Források |
| ------------------- | --------- | ----------- | --- |
| Maszlavér István    | független | 1990 – 2015 | Az 1990-es választásról csak a végeredmény ismert: |
| Maszlavér István    | független | 1990 – 2015 | Az 1994. december 11-én megtartott választáson egyedüli jelöltként indult, így a 840 érvényesen leadott szavazat 100 %-át szerezte meg                                         |
| Maszlavér István    | független | 1990 – 2015 | Az 1998. október 18-án megtartott választáson két jelölt közül, 921 érvényes szavazatból 883-at szerzett meg, amivel 95,87 %-os eredményt ért el:                              |
| Maszlavér István    | független | 1990 – 2015 | A 2002. október 20-án megtartott választáson három jelölt közül, 904 érvényes szavazatból 708-at szerzett meg, amivel 78,32 %-os eredményt ért el:                             |
| Maszlavér István    | független | 1990 – 2015 | A 2006. október 1-jén megtartott választáson egyedüli jelöltként indult, így a 652 érvényesen leadott szavazat 100 %-át szerezte meg.                                          |
| Maszlavér István    | független | 1990 – 2015 | A 2010. október 3-án megtartott választáson egyedüli jelöltként indult, így az 569 érvényesen leadott szavazat 100 %-át szerezte meg.                                          |
| Maszlavér István    | független | 1990 – 2015 | A 2014. október 12-én megtartott választáson egyedüli jelöltként indult, így az 514 érvényesen leadott szavazat 100 %-át szerezte meg.                                         |
| Dr. Maszlavér Petra | független | 2015–       | A 2015. augusztus 30-án megtartott időközi választáson a 960 érvényesen leadott szavazatból, hat jelölt közül 284 szavazatot szerzett meg, amivel 29,58 %-os eredményt ért el. |
| Dr. Maszlavér Petra | független | 2015–       | A 2019. október 13-án megtartott választáson egyedüli jelöltként indult, így az 587 érvényesen leadott szavazat 100 %-át szerezte meg (43 szavazat érvénytelen volt).          |
| Dr. Maszlavér Petra | független | 2015–       | A 2024. június 9-én megtartott választáson egyedüli jelöltként indult, így a 865 érvényesen leadott szavazat 100 %-át szerezte meg (97 szavazat érvénytelen volt).             |

A településen 2015. augusztus 30-án időközi polgármester-választást kellett tartani, az addigi polgármester májusban bekövetkezett halála miatt. A posztért hat független jelölt indult, köztük az addigi alpolgármester és a néhai polgármester lánya; a verseny végül kettejük között dőlt el, hat szavazatnyi különbséggel.

## Népesség
A település népességének változása:
| Lakosok száma | 2335 | 2330 | 2297 | 2376 | 2372 | 2369 | 2352 |
|               | 2013 | 2014 | 2015 | 2021 | 2022 | 2023 | 2024 |

A 2011-es népszámlálás során a lakosok 88,9%-a magyarnak, 0,6% cigánynak, 0,7% németnek mondta magát (11% nem nyilatkozott; a kettős identitások miatt a végösszeg nagyobb lehet 100%-nál). A vallási megoszlás a következő volt: római katolikus 31,5%, református 25,9%, evangélikus 0,5%, görögkatolikus 0,3%, felekezeten kívüli 16,8% (24,1% nem nyilatkozott).
2022-ben a lakosság 91,5%-a vallotta magát magyarnak, 1,2% németnek, 0,5% cigánynak, 0,2% ukránnak, 0,1-0,1% szlováknak, horvátnak és románnak, 2,8% egyéb, nem hazai nemzetiségűnek (8,5% nem nyilatkozott; a kettős identitások miatt a végösszeg nagyobb lehet 100%-nál). Vallásuk szerint 20% volt római katolikus, 17,6% református, 0,6% görög katolikus, 0,2% evangélikus, 0,8% egyéb keresztény, 0,6% egyéb katolikus, 17% felekezeten kívüli (42,9% nem válaszolt).

## Nevezetességei
Műemléke az 1765-ben készült barokk temetőkereszt, a malomudvar téglahídja és a vízimalom, amelyet az 1959-ben forgatott Szegény gazdagok című filmben többször láthatunk.
Billegpusztán a 18. századi volt Balogh–Esterházy-kastély barokk épülettömbje és a hozzá kapcsolódó horgásztó kínál kellemes időtöltést.
A Ferencmajori-halastórendszer Észak-Dunántúl legnagyobb kiterjedésű és leggazdagabb madárvilággal rendelkező vízfelülete. Nyaranta madárgyűrűző és természetvédelmi táborokat, október első hétvégéjén Nemzetközi Madármegfigyelő Napokat rendez a Magyar Madártani és Természetvédelmi Egyesület.

## Képtár

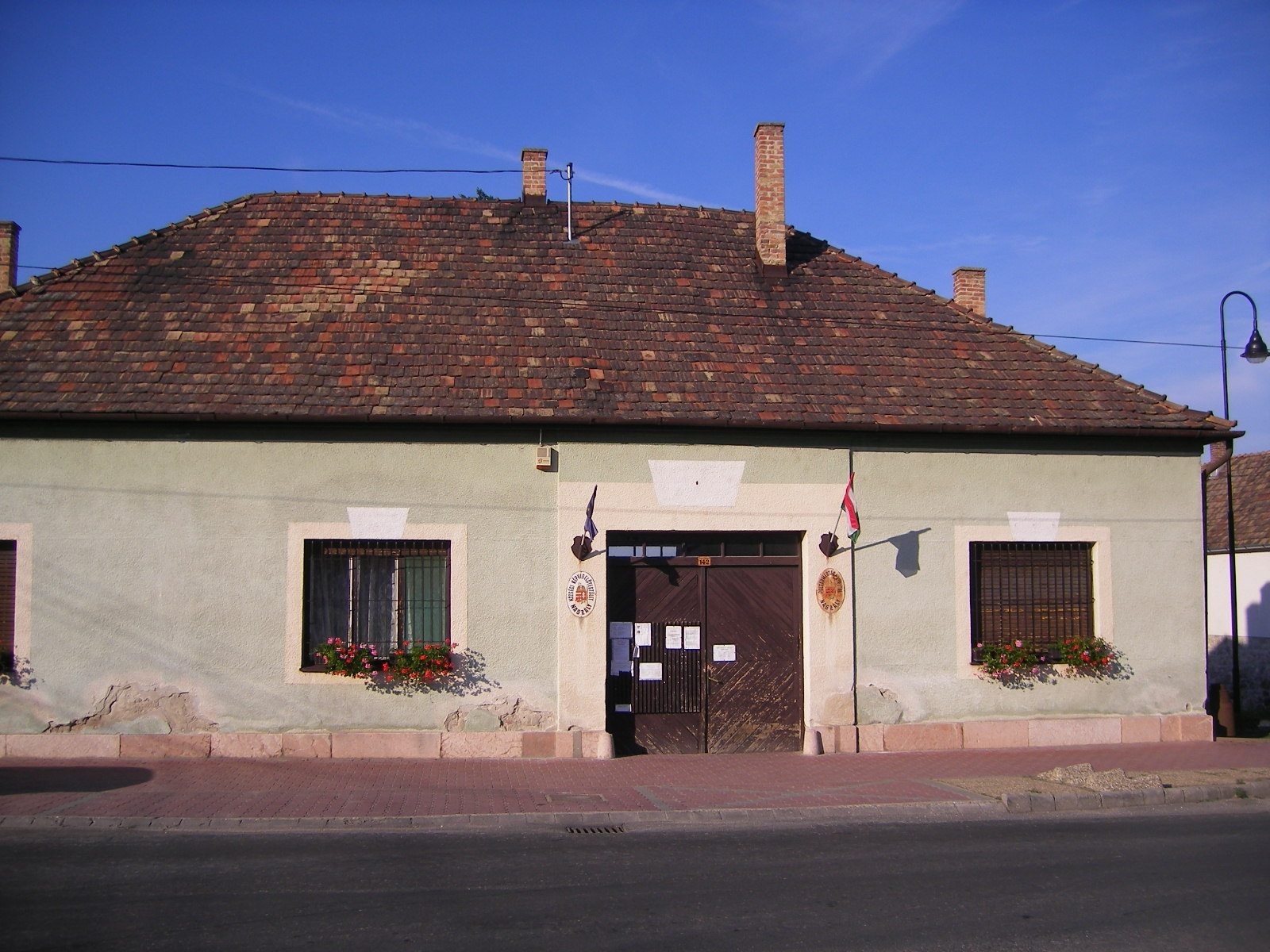
Polgármesteri hivatal
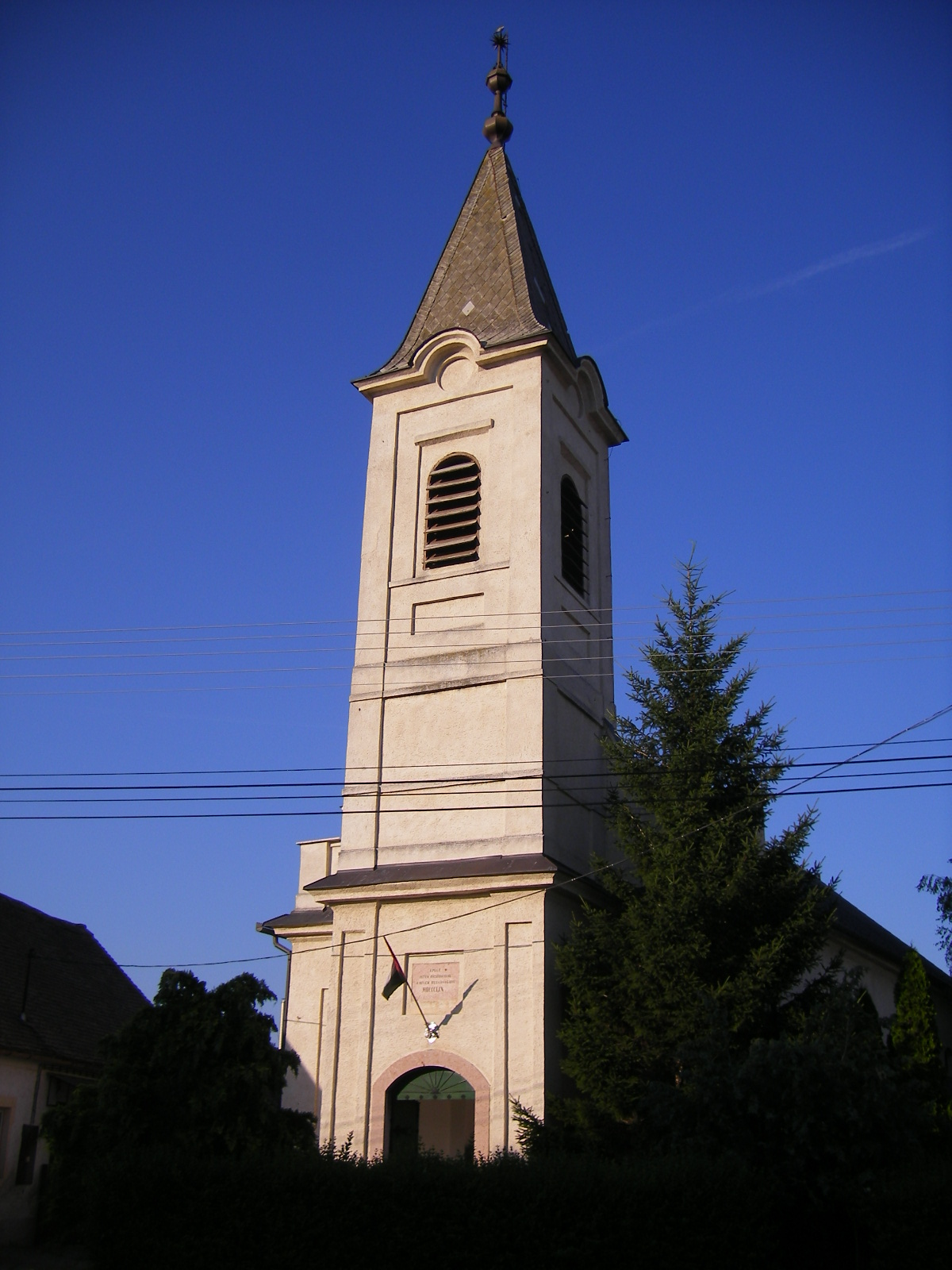
A református templom
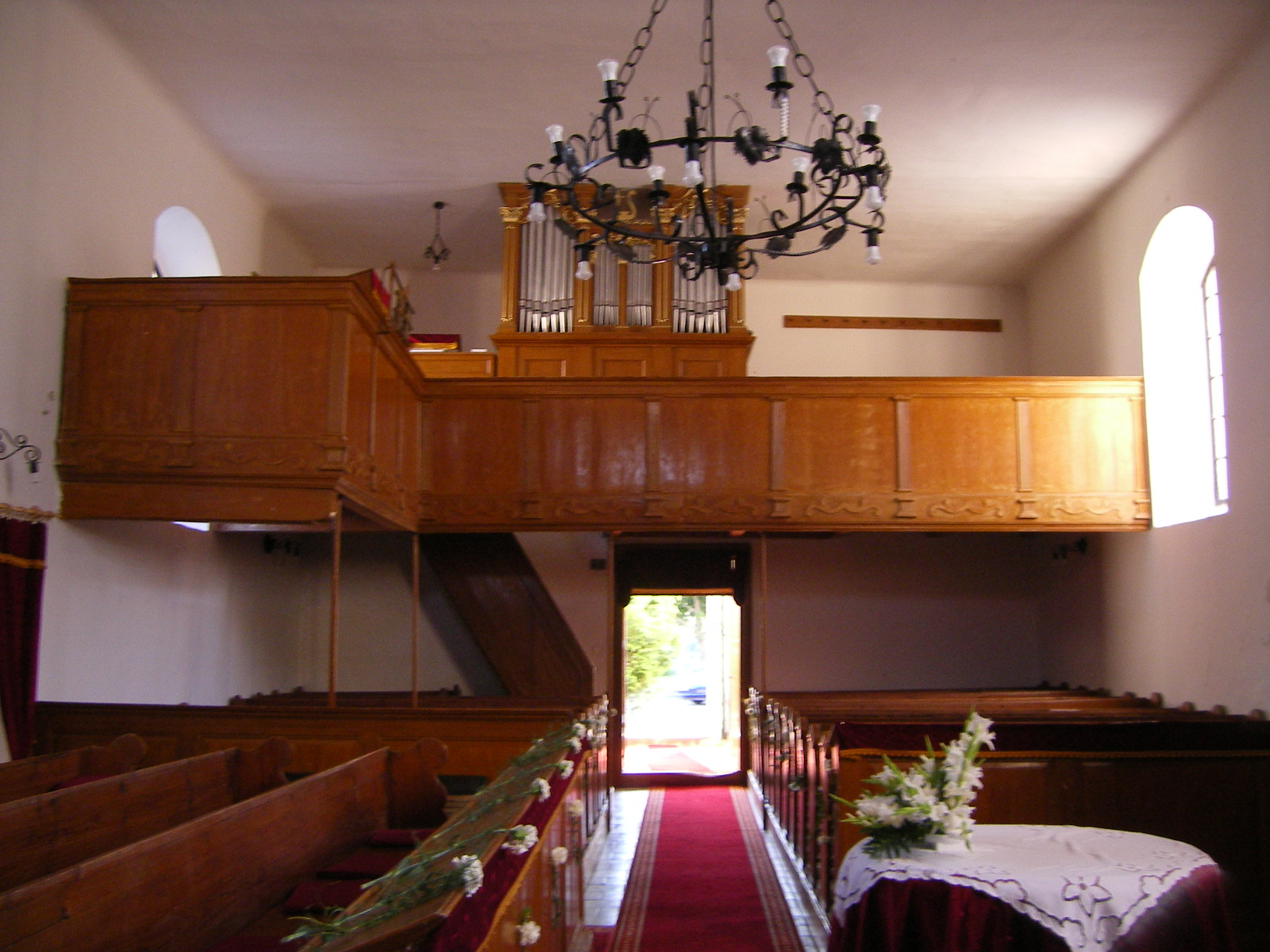
A református templomban
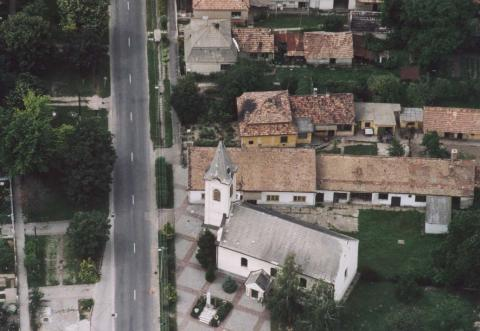
A református templom légifelvételen
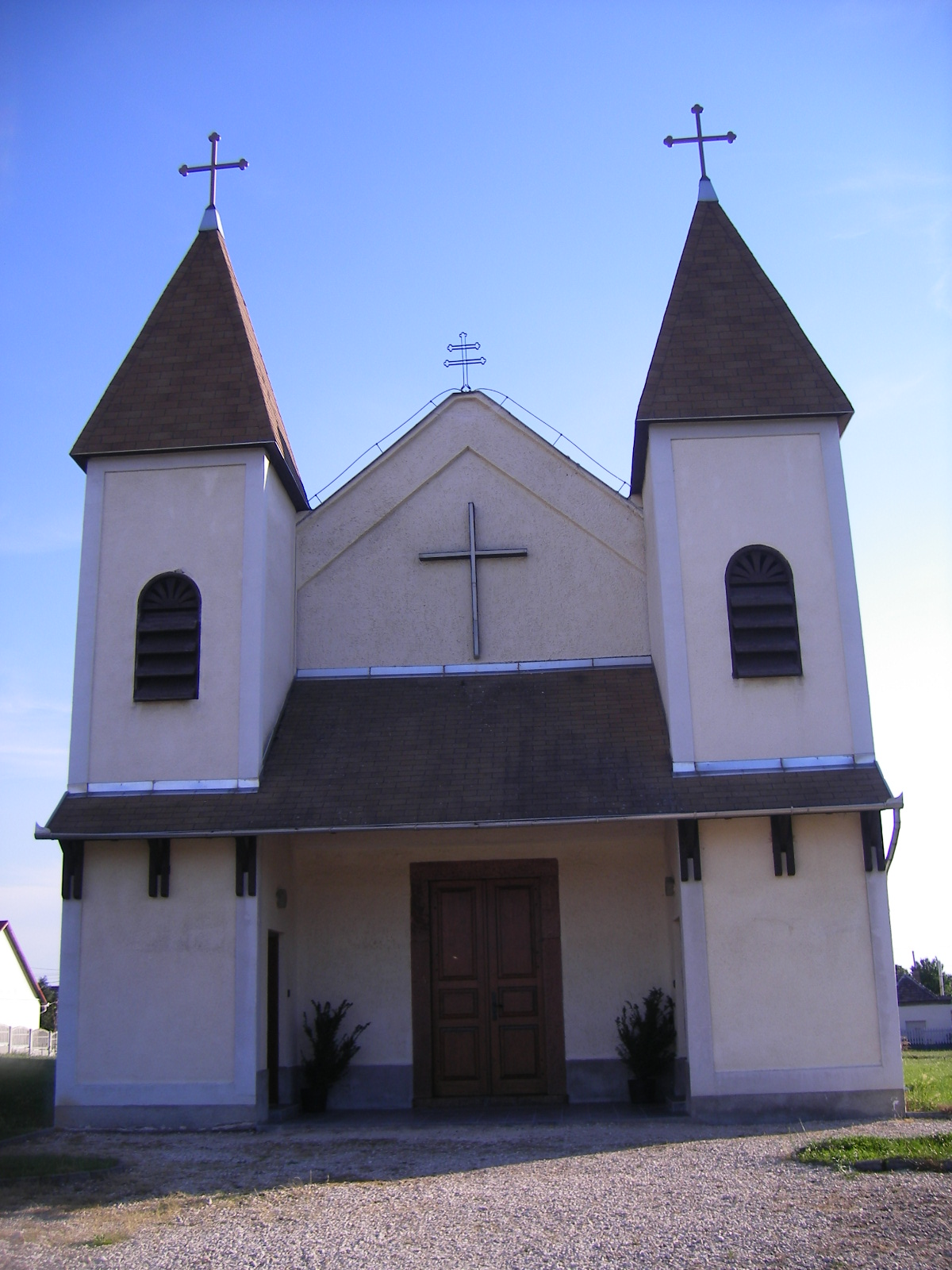
Katolikus templom
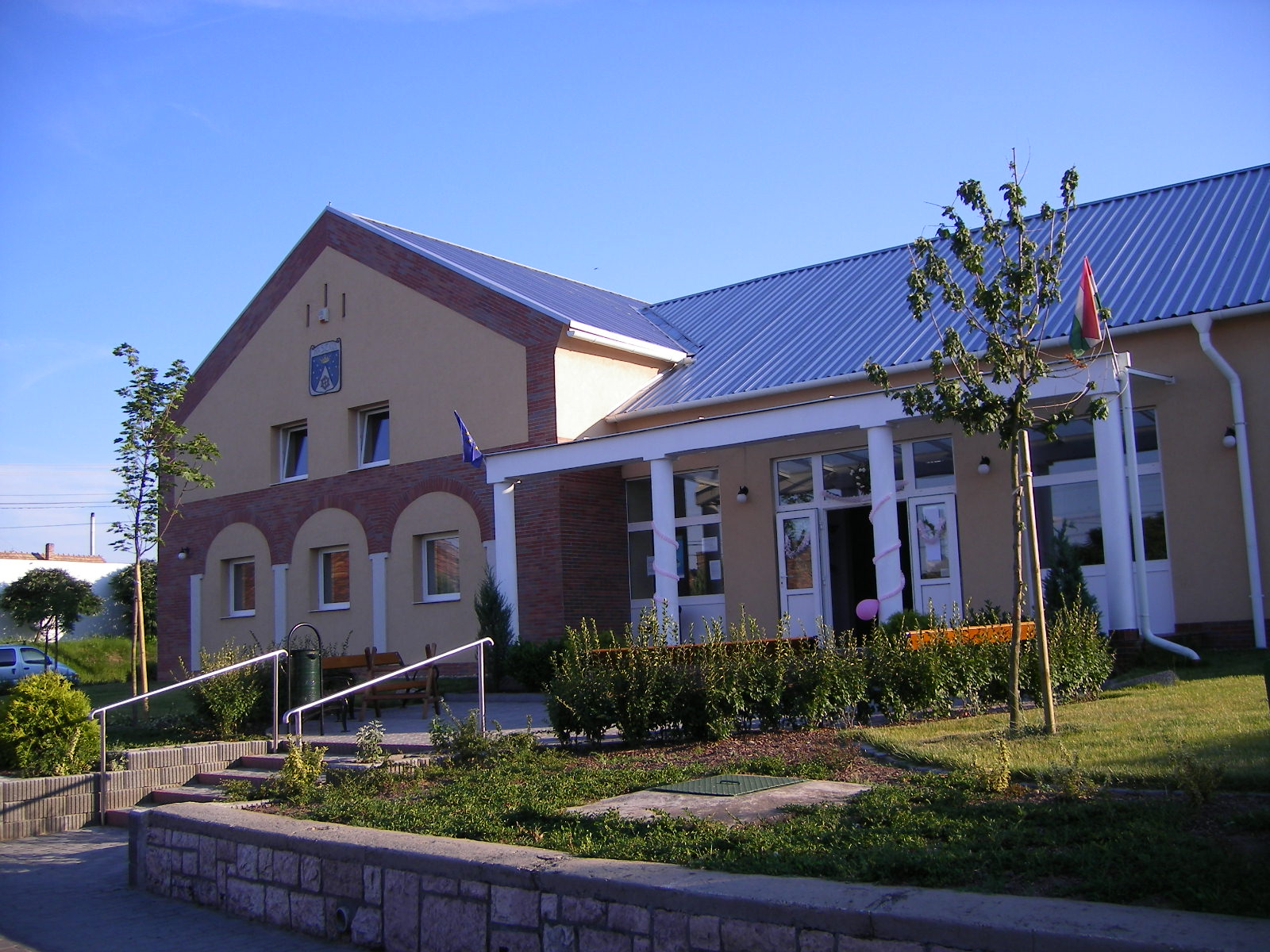
Művelődési ház
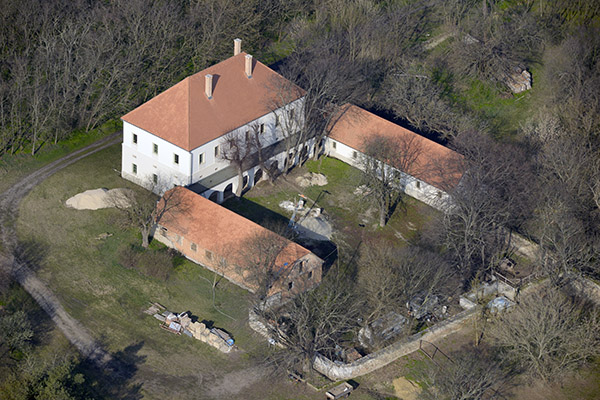
A billegpusztai barokk stílusú Balogh-Esterházy-kastély
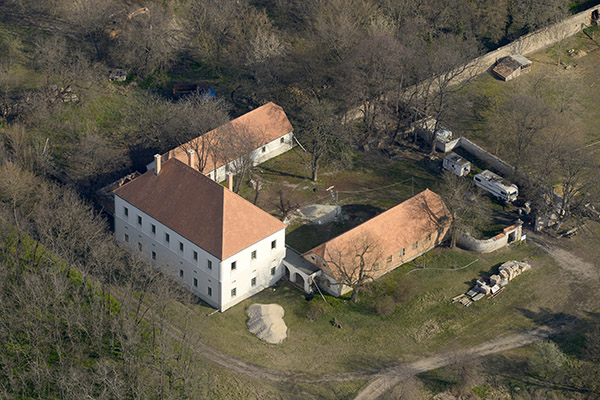
A billegpusztai kastély
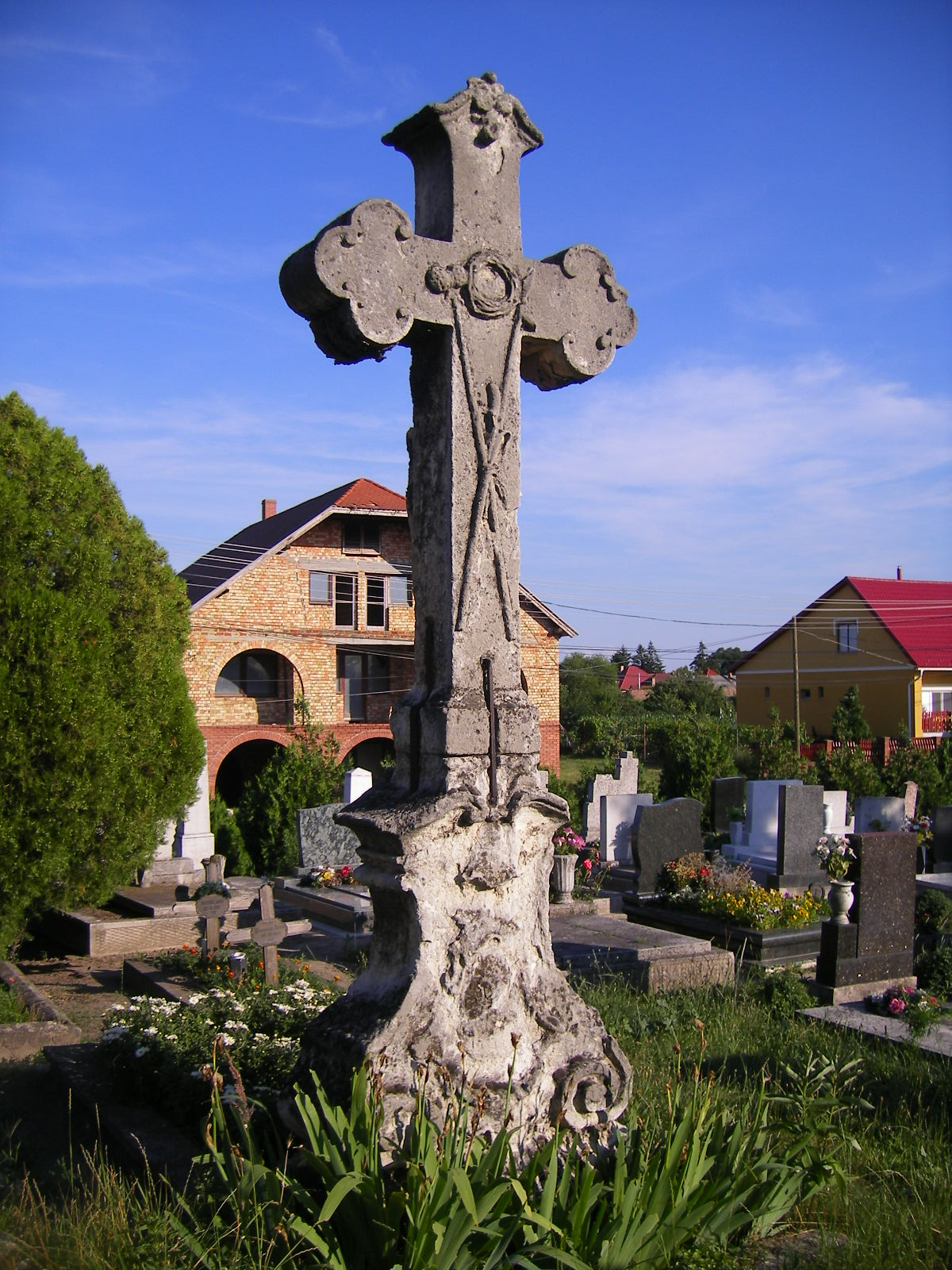
Barokk temetőkereszt
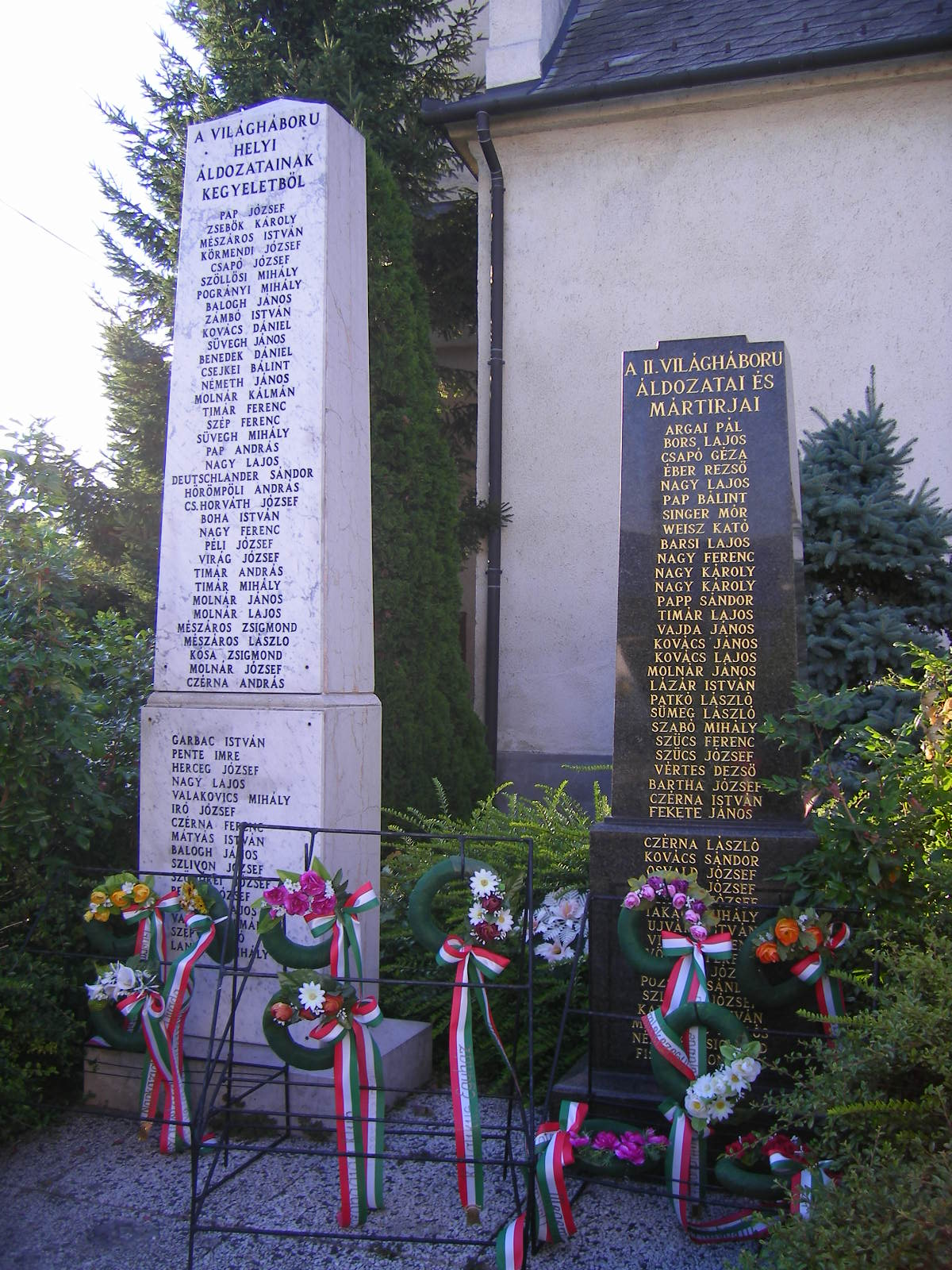
Világháborús emlékművek
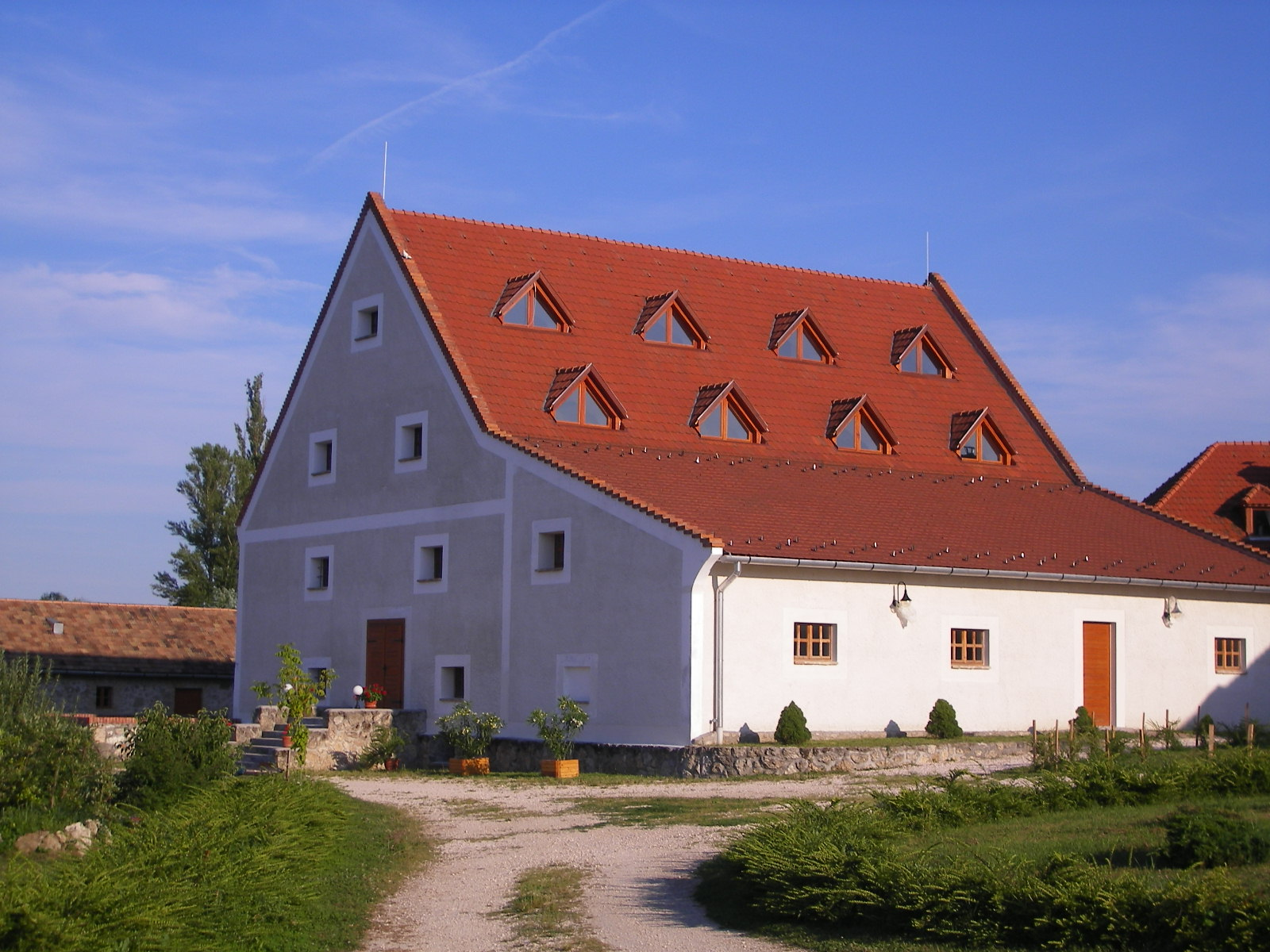
Vízimalom
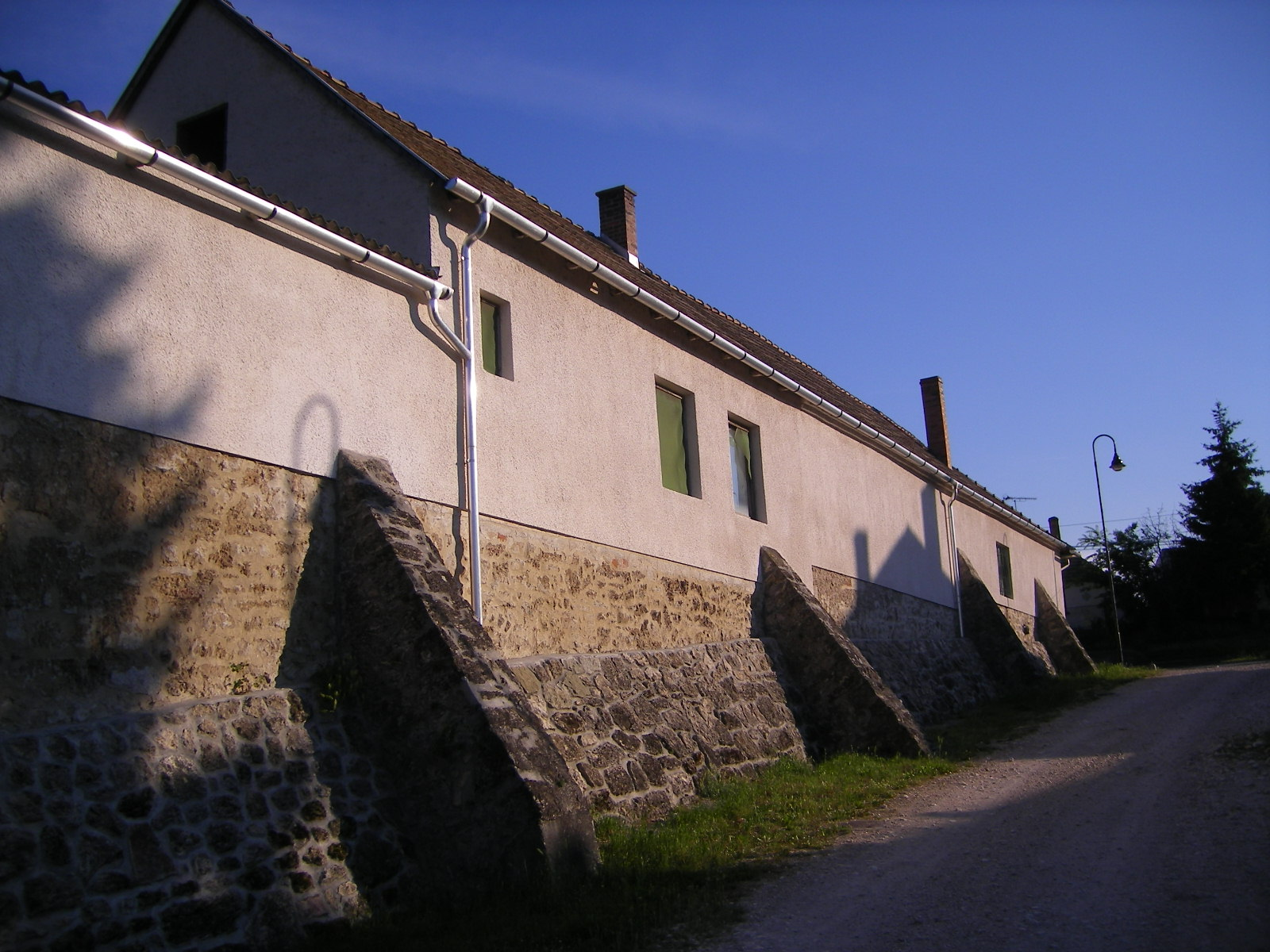
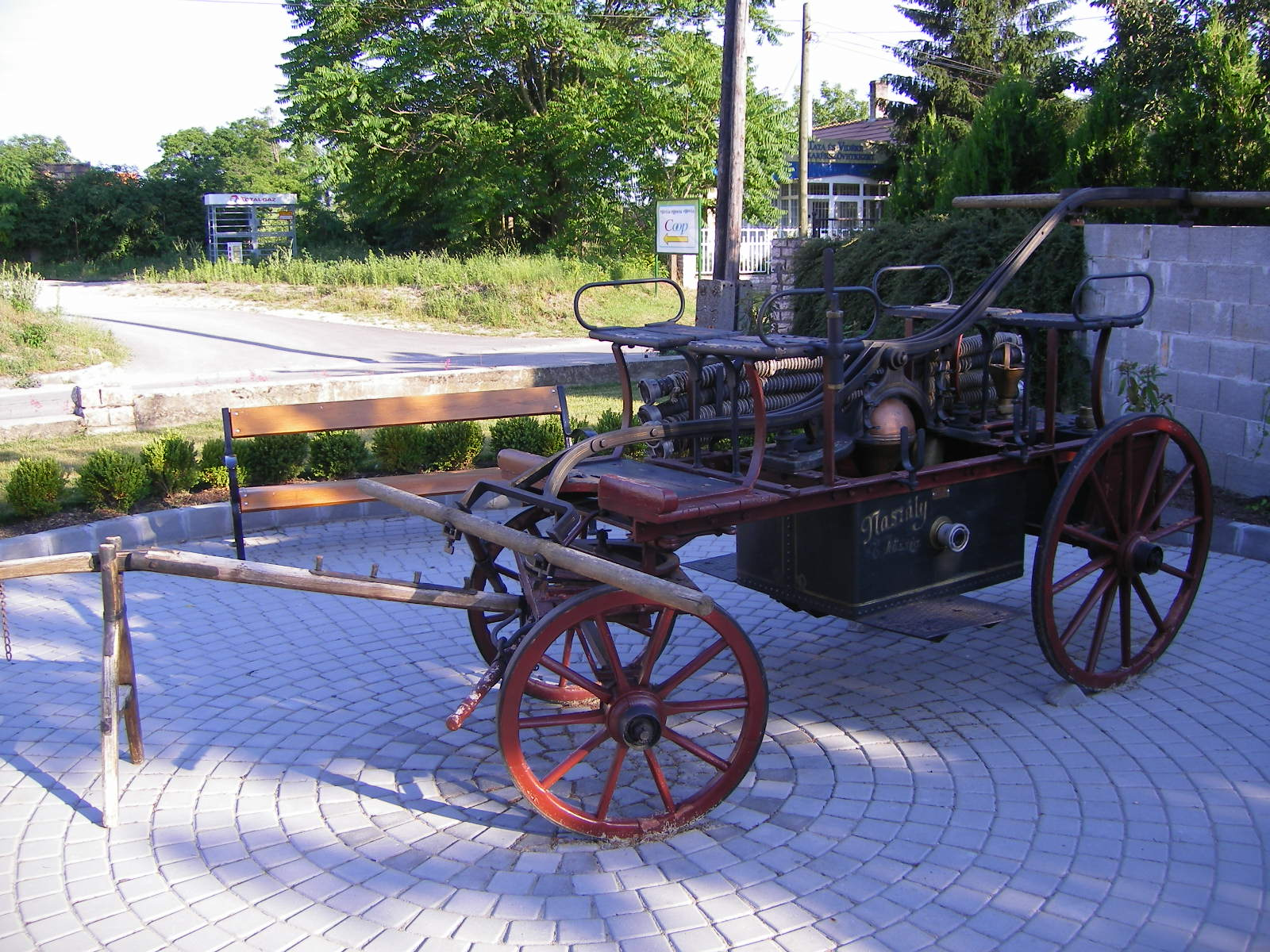
Régi tűzoltókocsi az egykori tűzoltószertár helyén
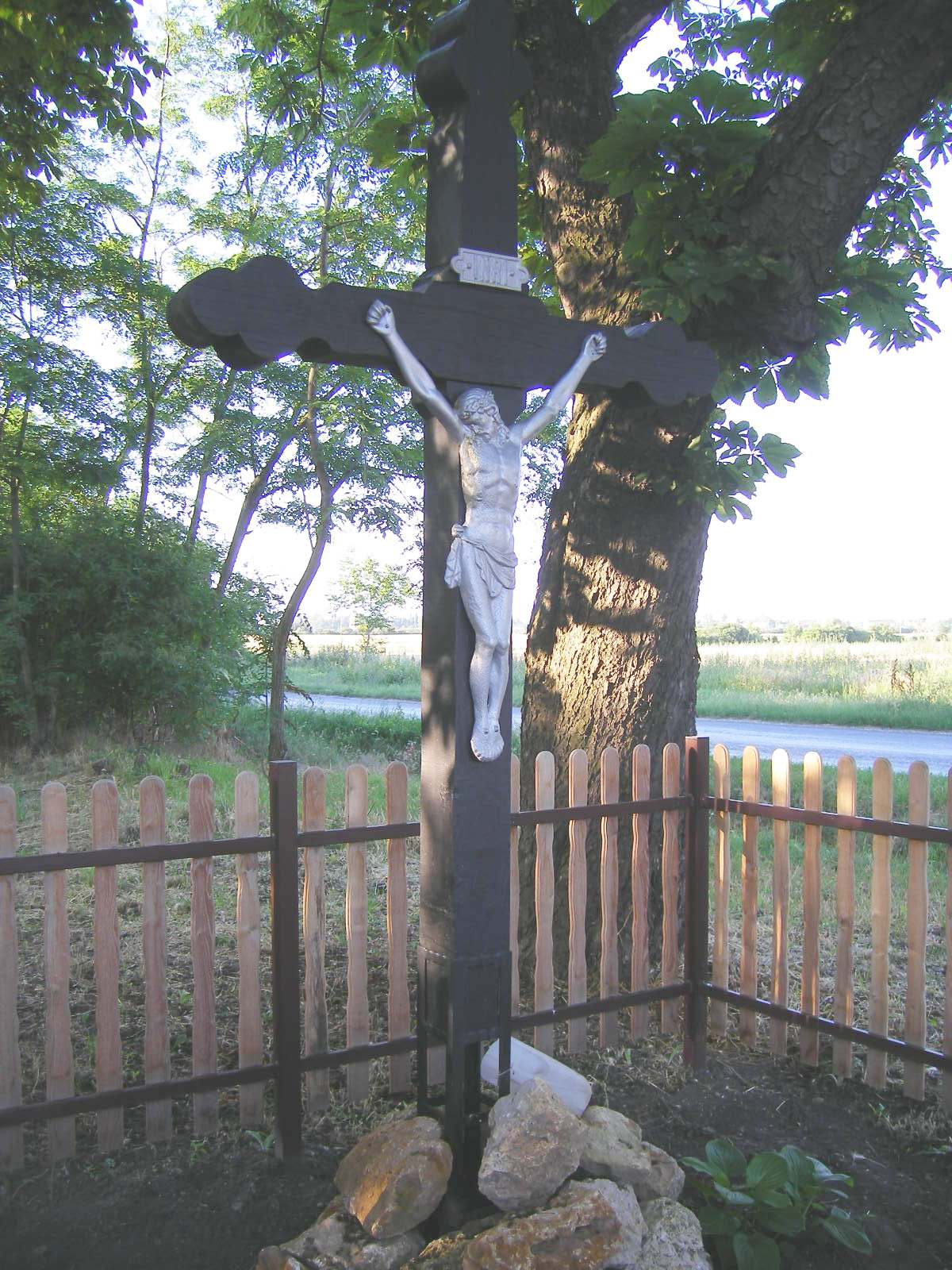
Feszület Almáspusztán